# 山下真
山下真（ 日语：／，1968年6月30日— -）是一位日本的政治家和律師。前奈良县生驹市市长（3届）。 2023年奈良县知事选举获胜者。

## 來歷
他出生於山梨縣牧丘町（現在的山梨市）。他畢業於駿台甲府高等學校，並在東京大學文學部主修法語和法國文學，取得學士學位。
他於1992年進入朝日新聞工作，但同年12月離職。之後他當起了塾講師的兼職工作，並在翌年1994年進入了京都大學法學部三年級。
他於1997年通過司法考試，並在1998年畢業於京都大學法學部。接著成為司法修習生，於2000年在大阪弁護士會註冊為律師。他曾在大阪市的一家律師事務所工作，之後開設了自己的「まこと法律事務所」（生駒市長任期結束後關閉）。當時他的辦公室所在的建築物中也有橋下徹的辦公室，當他參選生駒市長時曾拜訪過橋下徹。
他於2005年參與了在奈良縣生駒市成立的市民團體「さわやか生駒」，並擔任代表世話人。

### 生驹市长
2006年1月22日，山下真在生駒市長選舉中未獲得任何政黨的推薦或支持，以無黨派身分參選，得到他所參與創立的市民團體「さわやか生駒」的支持。對手是現任市長中本幸一，他受到自由民主黨、公明黨、社會民主黨和新黨日本等4個政黨的支持，還有奈良2區選出的自民黨眾議院議員高市早苗，以及在奈良2區輸給高市卻在比例代表復活的新黨日本眾議院議員滝實的支持。奈良縣知事柿本善也也到場為中本加油打氣。民主黨基於禁止連任的原則和當時民主黨代表小澤一郎提出的禁止搭便車的方針，決定進行自主投票，但奈良縣的地盤前田武志參議院議員支持中本（另一方面，生駒市出身的前眾議院議員中村哲治則沒有公開支持）。日本共産黨在上次選舉中提出了自己的候選人，但這次決定不提出候選人。另一方面，山下陣營處於絕對不利的局面，只有20多名志願者支持他，而中本得到了壓倒性的支持。最終，山下獲得約2萬8000票，遠遠超過中本幸一的約1萬4000票，成功當選。  选民投票率为 45.64%。
2010年1月24日，生駒市長選舉，山下擊敗了兩名對手，其中包括一名前市議員，成功當選連任。投票率為53.15％，超過上一次選舉的投票率。
2014年1月26日，山下在市立醫院建設中將其指定管理者委託給醫療法人德洲會的既有政策下競選連任，反對此政策的兩位競選對手挑戰了他，但山下以壓倒性的優勢贏得了第三次選舉。投票率為38.87％，遠低於前兩次選舉的投票率  。

### 2015年奈良县知事选举
2015年1月5日，山下在記者會上宣布將參選4月12日奈良縣知事選舉 。同年2月26日，他辭去了生駒市長的職務，並參選奈良縣知事選舉，但最終以約55,000票的差距敗給了荒井正吾。
2015年6月起，山下在鹽野的律師事務所恢復了律師業務。
2016年9月16日，市民团体“看守者・生骏”（代表干事：阪口保县议员）提起民事诉讼，要求奈良县向荒井正吾奈良县知事及其公司支付510万元，因为由荒井担任主席的第32届国民文化节奈良县执行委员会作为文化节标志的设计费用被支付给了“Kumamon”设计公司，而这被认为是非法的公款支出。山下担任该诉讼的代理人。

### 2017年奈良市长选举

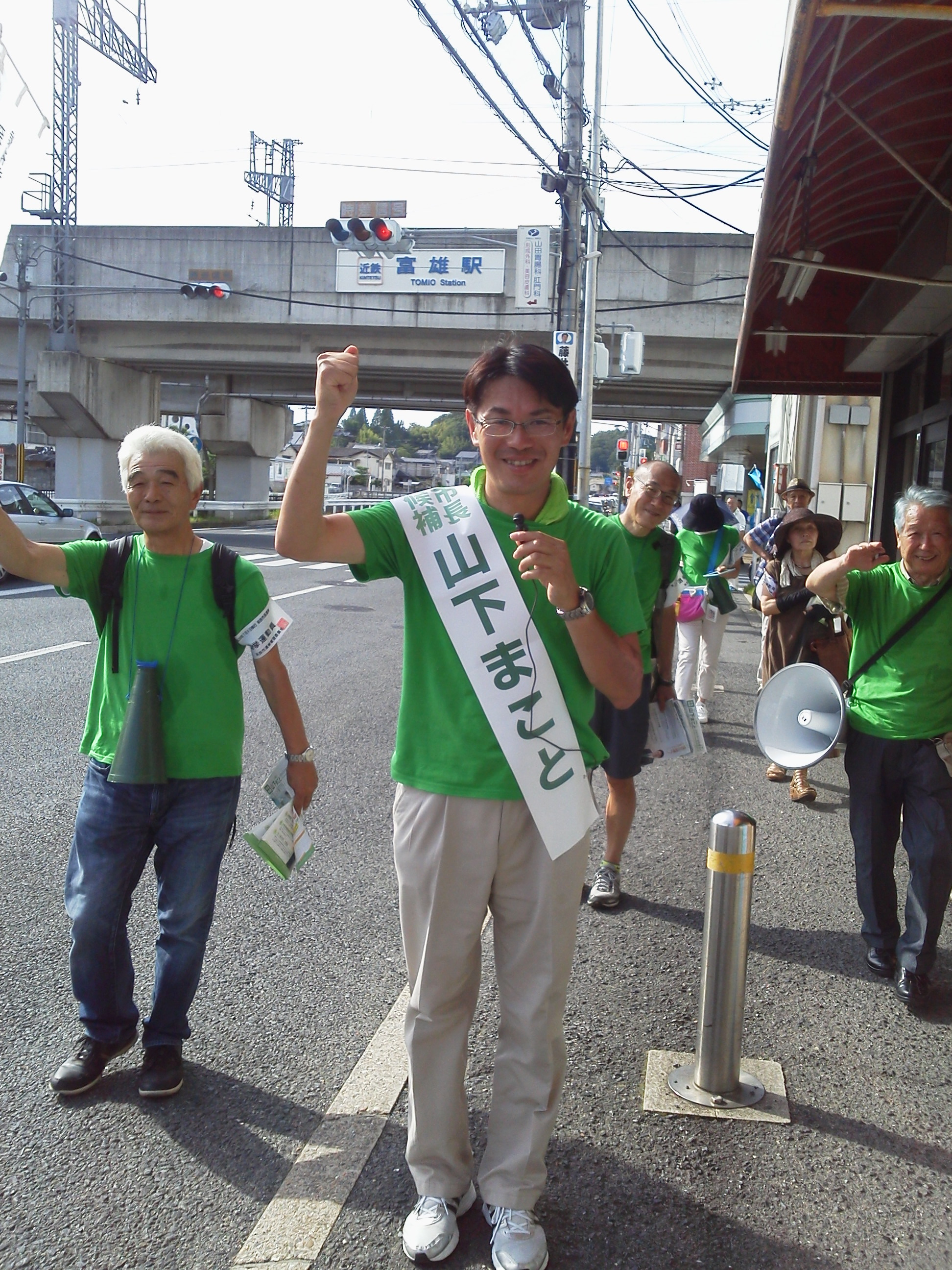
山下在 2017 年 7 月举行的奈良市长选举中竞选。 （奈良市富雄元町二丁目近铁富雄站附近）

2017年7月9日，他参加了奈良市长选举，但以微弱差距败给了同样无党派的现任市长仲川元。然而，他对有效的怀疑票中标有“中川”一事提出了异议。 由于被奈良市选举管理委员会驳回，因此他提出了上诉。但在2018年2月26日，奈良县选举管理委员会作出了驳回申诉的裁决。  3月30日，他将此事提起奈良县选举管理委员会大阪高等法院 ，但最终被裁定“无法确认”。

### 2023 奈良县知事选举
2023年1月18日，日本维新會奈良县总支部代表前川清成因涉嫌违反公职选举法（涉嫌事前运动）而被奈良地方法院判处罚款30万日元有罪，并辞去支部代表一职。尽管缺乏代表，但同党奈良县总支部于1月21日召开干部会议，由大和高田市议员森本尚顺担任干事长，决定支持山下竞选下一任奈良县知事。
2023年4月9日，奈良县知事选举举行。当投票于晚上8点结束时，山下当选。  他击败了由自民党奈良县联推荐的前总务官僚平木省和现任知事荒井正吾。山下的得票率为44.41％，平木和荒井的总得票率为48.98％，因此各媒体一致报导：“日本維新の会利用自民党分裂而获得利益”。   这是日本維新會在大阪府以外的知事选举中公认的候选人首次当选。 